# Чулков, Леонид Дмитриевич
Леони́д Дми́триевич Чулко́в (18 июля 1913, Самара, Российская империя — 28 декабря 2016, Севастополь, Крым) — советский военачальник, заместитель командующего Тихоокеанским флотом (1962—1971), вице-адмирал.

## Биография
Родился в семье рабочих. Мать была швеёй. Отец, сапожник, погиб в 1915 году на полях Первой мировой войны.
В 1927 году начал работать на самарской фабрике «Металлоштамп» учеником токаря. В 1934 году поступил в Военно-морское артиллерийское училище имени ЛКСМУ.
В 1938 году по окончании училища получил направление в Николаев на завод имени 61 коммунара на должность командира главного калибра строящегося крейсера «Молотов».

### Великая Отечественная война
С первого до последнего дня участвовал в Великой Отечественной войне.
Войну встретил начальником отдела вооружения на Николаевском судостроительном заводе. При эвакуации завода был включен в команду, которая должна была перегнать под буксирами в Севастополь недостроенные крейсер «Фрунзе» и эсминец «Огневой». На этих кораблях эвакуировали и семьи заводчан. Первый бой принял в августе 1941 года, командуя зенитным расчетом, уничтожившим бомбардировщик Ю-88.
В сентябре 1941 был назначен командиром отдельной плавбатареи № 4 в составе Керченской ВМБ. Батарея принимала участие в обороне Керченского полуострова и Керченско-Феодосийской десантной операции в декабре 1941 года. В июле 1942 года — командир группы прикрытия эвакуации штаба ВМБ с Таманского полуострова, а затем — командир 130-миллиметровой батареи в Туапсе.
В 1943 учился на Высших специальных классах офицерского состава в Самарканде, присвоено звание капитан-лейтенант, в феврале 1943 назначен командиром БЧ-2 эсминца «Железняков» Черноморского флота.
В августе — сентябре 1943 — командир артиллерийской гаубичной батареей, принимавшей участие в освобождении Новороссийска. В ноябре откомандирован в Мурманск. Весной 1944 г. в СССР была сформирована спецкоманда для приёмки боевых кораблей по ленд-лизу в Великобритании, в состав которой был включён Чулков.
30 апреля 1944 года в открытом море немецкая подводная лодка выпустила по транспорту «Уильям С. Тайлер» две торпеды — обе попали в цель. Судно раскололось на три части, две утонули сразу (погибли 67 человек), а кормовая часть, в которой находился Чулков и группа моряков — осталась на воде. Чуть позже в наградных документах было записано, что капитан-лейтенант Леонид Чулков возглавил борьбу за живучесть гибнущего судна, своими решительными действиями спас часть экипажа. Через сорок минут на спасение подошли английские эсминцы охранения. По приходе в Англию, вместо погибшего товарища был назначен помощником командира эсминца «Достойный» (en:USS Thomas (DD-182)). Перед уходом кораблей командование Королевских ВМС Великобритании дало на плавбазе «Калапия» прощальный обед в честь советских моряков с участием членов королевской семьи. На этом приёме капитан-лейтенант Чулков случайно пригласил на вальс принцессу Елизавету, будущую королеву Великобритании. Через три месяца команда перегнала эсминец «Достойный» из Ньюкасла в Мурманск.
С августа 1944 года по май 1945 года эсминец «Достойный», на котором Чулков служил помощником командира корабля, принял участие в проводке конвоев, в 28 различных боевых эпизодах, во время которых потопил две подводные лодки противника (в немецких архивах подтверждены данные по одной подводной лодке). За что был награждён орденом Красного Знамени.

### Послевоенное время
В 1945 году был назначен командиром эсминца «Достойный», в 1949 эсминец возвращён Великобритании. С 1948 года — старший помощник командира линкора «Архангельск». В 1949 году был переведён на Черноморский флот старшим помощником командира линкора «Новороссийск».
В 1951 году был назначен командиром крейсера «Адмирал Нахимов». В 1952 году крейсер завоевал звание «Лучший корабль ВМС», на нём впервые в СССР установили и испытали ракетное оружие — крылатые ракеты. А в 1954 году крейсер в составе отрядов кораблей Черноморского флота под командованием адмирала С. Горшкова совершил официальный визит в Народную Республику Албанию. Это был первый послевоенный поход советских кораблей в страны Средиземноморья. В 1955 году «Адмирал Нахимов» стал первым ракетным крейсером Военно-морского флота.
В 1956—1958 годах учился в Высшей Военной академии имени К. Е. Ворошилова.
В 1959 назначен в Советскую Гавань командиром дивизии крейсеров, получил звание контр-адмирал. В 1961 году при сокращении Вооружённых Сил СССР, назначен командиром дивизии противолодочных кораблей во Владивостоке.
В 1962 году назначен заместителем командующего Тихоокеанским флотом.
С 1971 года — командир Керченско-Феодосийской ВМБ Черноморского флота.
В 1974 году в звании вице-адмирала уволен в отставку, но продолжил работу в научно-испытательном центре ВМФ начальником отдела, затем в различных структурах Черноморского флота.
В последние годы являлся членом ветеранской организации эскадры Черноморского Флота.
18 июля 2013 года отпраздновал свой 100-летний юбилей, в связи с чем получил многочисленные поздравления, в том числе от Генерального Штаба Вооружённых Сил России и от Клуба адмиралов.
Вице-адмирал Чулков Л. Д. относился к числу «нетипичных» долгожителей: на протяжении всей своей жизни он никогда не отказывался от курения и спиртного.

## Награды
Награждён тремя орденами Красного Знамени, двумя орденами Отечественной войны, тремя орденами Красной Звезды, медалями «За боевые заслуги», «За оборону Севастополя», «За оборону Кавказа», «За оборону Советского Заполярья» и другими медалями СССР, а также украинским орденом Богдана Хмельницкого III степени.